# 調剤報酬
調剤報酬（ちょうざいほうしゅう）とは、病院や診療所で発行された処方箋に基づき、薬剤師が行う調剤に対する報酬。

## 日本の調剤報酬
健康保険法に基づく診療報酬には医科報酬、歯科報酬、調剤報酬がある。調剤報酬は病院や診療所で発行された処方箋に基づき保険薬局（調剤薬局）において薬剤師が調剤から投薬を行うまでの一連の業務に対する報酬である。
調剤薬局が処方せん調剤で受け取る対価は調剤報酬点数表で点数化されておりそれに基づいて算定される。

### 調剤報酬の区分
調剤報酬は調剤技術料、薬学管理料、薬剤料、特定保険医療材料料に区分される。

#### 調剤技術料
調剤技術料は調剤基本料と調剤料に区分される。
- 調剤基本料
  - 調剤基本料 - 処方箋の内容等とは無関係に、処方箋受付一回ごとに算定されるもので、施設維持費としての性格をもつ[2]。
  - 特別調剤基本料
  - 主な加算と減算
    - 基準調剤加算 - 医薬品の備蓄数や24時間の調剤体制などの要件を満たす保険薬局で、調剤基本料に加算できる[2]。
    - 後発医薬品調剤体制加算 - 後発医薬品への変更割合が高い保険薬局で調剤基本料に加算できる[3]。
- 調剤料
  - 調剤料 - 医薬品の調製・調合に対して支払われる[2]。
  - 主な加算と減算
    - 嚥下困難者用製剤加算
    - 時間外等加算
    - 夜間・休日等加算
    - 在宅患者調剤加算

#### 薬学管理料
薬学管理料は薬剤師の薬学的知識に基づく患者への指導に対して支払われる。
薬学管理料には以下の区分がある（2019年9月現在）。
- 薬剤服用歴管理指導料
- かかりつけ薬剤師指導料
- かかりつけ薬剤師包括管理料
- 服薬情報等提供料
- 服用薬剤調整支援料
- 外来服薬支援料
- 在宅患者訪問薬剤管理指導料
- 在宅患者緊急訪問薬剤管理指導料
- 在宅患者緊急時等共同指導料
- 在宅患者重複投薬・相互作用等防止管理料
- 退院時共同指導料

#### 薬剤料
薬剤料は薬価基準により定められる医薬品そのものの価格である。

#### 特定保険医療材料料
特定保険医療材料の材料価格である。

### 調剤報酬の決定
調剤報酬を含む診療報酬の改定率は、内閣が予算編成の過程で決定する。改定の基本方針は、社会保障審議会医療部会・医療保険部会で決定される。また具体的な点数配分は、中央社会保険医療協議会が厚生労働大臣に答申し、厚生労働大臣が正式決定して官報に告示する。

## イギリスの調剤報酬
イギリスの診療報酬制度は、国民保健サービス(NHS)のもとで租税を財源にしているが、イングランド、ウェールズ、スコットランド、北アイルランドで、それぞれ別の法律で運営されており、患者の費用負担の仕組みも異なる。
調剤や薬剤費については、NHS処方サービス（NHS Prescription Services）による審査をもとに支払いが行われる。NHS処方サービスの運営は、保健省の関連機関のNHSビジネスサービス局（NHS Business Services Authority）が行っており、そこで月次に作成される薬価表（Drug Tariff）で調剤報酬や医薬品価格が定められる。